# 六零人
六零人（俄语：Шестидесятники）指的是在1925年至1945年间出生的新一代苏联知识分子。他们大多在1950年代末至1960年代的赫鲁晓夫解冻期间加入了苏联的政治和学术界，因而得命“六零人”。他们的世界观是由斯大林多年大清洗的氛围下形成的；这些镇压和清洗波及了许多六零人的直系亲属，导致许多六零人对斯大林有批判性看法。
六零人以他们的自由主义、反极权主义和浪漫主义而著称。大多数六零人都相信共产主义的理念，但反对斯大林政权对基本公民自由的压制。
六零人可以被大概分为两种类型的知识分子：参与技术科学的“物理学家”和参与写作、戏剧和电影的“作词家”。吟游诗人文化、诗歌、对政治的幻想破灭以及对自然的热爱是六零人的一些共同特征。
在戈尔巴乔夫出台了“改革”和“开放”两政策后，“六零人”一词也经常被用来指代政治观点于60年代形成的新一代的苏联精英。其中包括政治家戈尔巴乔夫、哲学家季诺维耶夫、政治学家鲍文、媒体编辑科罗季奇、作家及工程师扎雷金和很多其他的苏联精英。
六零人与西方的新左派和嬉皮士运动有一些相似之处，也与注重知识的垮掉一代有许多共同点。

## 乌克兰六零人
在乌克兰六零人捍卫了乌克兰民族语言、文化和艺术创作的自由。
该运动最著名的成员是作家伊万·德拉赫、瓦莱里·舍甫丘克、鲍里斯·奥莱尼克、瓦西里·西蒙尼科、莉娜·科斯滕科、舍甫丘克、胡萨罗、绘画艺术家阿拉·霍斯卡、鲍里斯·奇奇巴宾、文学评论家伊万·久巴、导演莱斯·塔努克、电影导演谢尔盖·帕拉亚诺夫、尤里·伊连科、译者科拉·卢卡什等。
六零人反对官方教条主义，主张创作表达自由、文化多元化以及普世价值。他们的文化很大程度基于了西方人文文化、“被处决的文艺复兴”的遗留传统以及十九世纪末至二十世纪初的乌克兰文化。
六零人的文化活动包括非官方的文学阅读和艺术展览、纪念被镇压艺术家而举办的晚会以及无声上演的戏剧。他们还撰写了捍卫乌克兰文化的请愿书。基辅的“当代”创意青年俱乐部（创建于1959-60年）和利沃夫的“雪花莲”俱乐部（1962年）成为了乌克兰民族文化的中心。六零人恢复了革命前乌克兰古典知识分子的传统：他们追求精神独立、政治异见、理想的公民社会以及为人民服务。
六零人的文化活动引起了当局的不满。六零人最终未能将他们的行为保持在官方认同的意识形态和审美界限内。乌克兰当局在1962年底开始对不墨守成规的知识分子施加压力。六零人被批判为“形式主义”、“不作为”和“资产阶级民族主义”。从后六零人的思想开始在地下传播。
面对共产党的激烈抵制，一些六零人最终与当局妥协，而另一些则演变成政治异见人士和人权运动者。

## 进一步阅读
- Zubok, Vladislav. . Belknap Press of Harvard University Press. 2009. ISBN 978-0-674-03344-3.